# Ernst Kalitzke
Ernst Kalitzke (* 24. November 1903 in Danzig; † unbekannt) war ein deutscher Politiker der NSDAP der Freien Stadt Danzig und Abgeordneter des Volkstages in der Freien Stadt Danzig.
Kalitzke war Arbeiter. Zum 19. Oktober 1925 trat er der NSDAP bei (Mitgliedsnummer 20.905). Bei der Volkstagswahl in Danzig 1930 wurde er in den Volkstag gewählt.